# Rodrigo Cortés
Rodrigo Cortés Giráldez (Cenlle, 31 maggio 1973) è un regista, sceneggiatore e produttore cinematografico spagnolo, occasionalmente attore ed autore dei brani musicali dei suoi stessi film.

## Biografia
Cortés nasce a Pazos Hermos, una frazione del comune di Cenlle, nella provincia di Ourense (nella Galizia), ma cresce però a Salamanca (nella Castiglia e León), dove s'era trasferito al seguito della famiglia all'età di due anni. Laureatosi in Storia dell'arte all'Università di Salamanca, comincia ad interessarsi al mondo del celluloide da giovanissimo, realizzando all'età di 16 anni il suo primo cortometraggio in super 8, intitolato El descomedido y espantoso caso del victimario de Salamanca; successivamente dirige il cortometraggio in bianco e nero Siete escenas de la vida de un insecto, basato su La metamorfosi di Franz Kafka. All'inizio del 1998 gli viene commissionata poi la regia del videoclip per il brano Sick of You del gruppo musicale Onion, contenuta nella colonna sonora del film Apri gli occhi di Alejandro Amenábar.
Sempre nel 1998 dirige il cortometraggio Yul, un lavoro che lo ha fatto conoscere nel settore della cinematografia spagnola, guadagnando quasi 20 premi in Spagna. Nel 2001 realizza un altro cortometraggio, 15 días, che gli è valso una candidatura al premio Goya per il miglior cortometraggio. A seguito dei successi nazionali e internazionali dei suoi lavori, a Cortés viene assegnato l'Universal Studios Award, che gli consente di trascorrere due settimane presso gli Universal Studios di Los Angeles per fare un filmmaster.
Nel 2007 dirige il suo primo lungometraggio, Concursante, che ottiene il premio della critica al Festival del cinema di Malaga dello stesso anno e una candidatura ai Premi Goya 2008. Nel 2010 dirige il suo secondo film Buried - Sepolto, una produzione in lingua inglese interpretata unicamente dall'attore Ryan Reynolds, che riceve il premio della critica al Festival del cinema americano di Deauville, tre premi Goya 2011 e altri premi internazionali.
Nel 2012 esce il thriller Red Lights, interpretato da Robert De Niro, Sigourney Weaver e Cillian Murphy.

## Filmografia

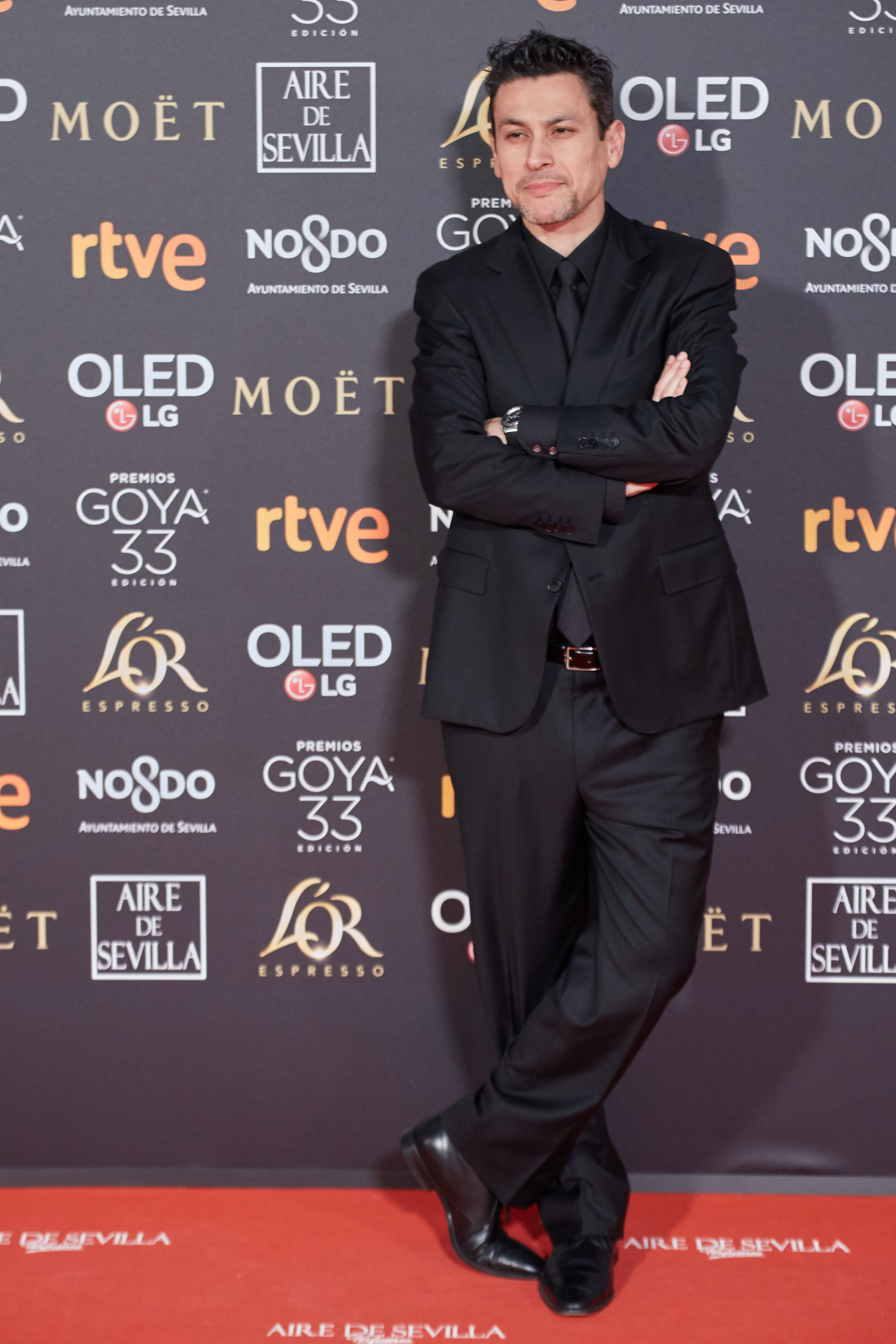
Rodrigo Cortés ai premi Goya 2019

### Regista
- Yul (1998) – Cortometraggio
- 15 días (2000) – Cortometraggio
- Los 150 metros de Callao (2002) – Cortometraggio
- Dentro (2002) – Cortometraggio
- Concursante (2007)
- Dirt Devil (2007) – Cortometraggio
- Buried - Sepolto (Buried) (2010)
- Red Lights (2012)
- Dark Hall (Down a Dark Hall) (2018)
- Love Gets a Room (2021)
- Escape (2024)

#### Regista della seconda unità
- Emergo, regia di Carles Torrens (2011)
- Il ricatto (Grand Piano), regia di Eugenio Mira (2013)

### Produttore
- Buried - Sepolto (Buried) (2010)
- Emergo (2010)
- Red Lights (2012)
- Il ricatto (Grand Piano) (2013)
- Widows - Eredità criminale (Widows) (2018)

### Compositore
- Red Lights (2012)

### Montatore
- Concursante (2007)
- Buried - Sepolto (Buried) (2010)
- Red Lights (2012)
- Dark Hall (Down a Dark Hall) (2018)